# Asociación Nacional de Establecimientos Financieros de Crédito
La Asociación Nacional de Establecimientos Financieros de Crédito (ASNEF) — anteriormente Asociación Nacional de Entidades de Financiación—, es una asociación empresarial española creada en 1957, formada por establecimientos financieros de crédito (EFCs), algunos especializados en la financiación del automóvil y del consumo. Todos sus miembros asociados, españoles o extranjeros, son entidades reguladas y supervisadas por la administración y actúan en el territorio nacional de España.

## Desarrollo
Los establecimientos financieros de crédito son entidades financieras reguladas, especializadas en ofertar préstamos y créditos además de un amplio conjunto de operaciones financieras de activo, si bien no pueden captar fondos del público. También son miembros asociados los bancos especializados en financiación al consumo, pertenecientes tanto a grupos bancarios como a grupos de fabricantes de automoción.
ASNEF representa al sector del crédito al consumo regulado por la normativa española y europea, que abarca todos los ámbitos de actividad. El cumplimiento de esta normativa por parte de las entidades asociadas está sometida a la supervisión del Banco de España y en algunos casos al Banco Central Europeo (BCE) y otros bancos centrales. 
La Asociación funciona como un enlace entre las administraciones públicas, las entidades de crédito, asociaciones españolas y europeas, interlocutores sociales y los consumidores. Entre sus finalidades está el fomento del crédito al consumo y la educación financiera; promoviendo estudios sobre financiación y la elaboración de informes, análisis y estadísticas. La asociación también organiza y participa activamente en jornadas, eventos y otras acciones dirigidas a transmitir información a consumidores, profesionales y al público en general.

## Historia
Fue fundada en 1957 cuando, en la Cámara de Comercio de Madrid, las empresas de financiación acordaron constituirse en asociación y designar una Junta Directiva. 
En sus inicios la asociación se acogió a la legislación del Ministerio de Gobernación. Al pasar el tiempo por imperativo legal surgió la necesidad de integrarse en la Organización Sindical, lo que se realizó el 19 de junio de 1962 al constituirse en "Agrupación Sindical Nacional de Empresas de Financiación". Desaparecido el sindicalismo vertical, se volvió nuevamente al campo asociativo, acogiéndose a la Ley de 1 de abril de 1977 que crea las nuevas asociaciones. La Asamblea General Extraordinaria, celebrada el 27 de junio de 1977, recogió el deseo generalizado de todas las entidades de continuar unidas en el seno de la "ASNEF" en su nuevo carácter de asociación. El 16 de agosto de 1977, los estatutos de la "ASNEF" fueron inscritos en la Oficina Central de Depósitos de Estatutos de Organizaciones Profesionales, iniciándose una nueva etapa en la vida de la asociación que se transformó en una organización empresarial libre y voluntaria. Desde entonces representa al sector de las Entidades de Financiación ante los poderes Públicos (Banco de España, Ministerio de Economía, etc.) interlocutores sociales y los organismos internacionales.

## Presidentes
| Fecha de inicio    | Fecha de finalización   | Nombre                     |
| ------------------ | ----------------------- | -------------------------- |
| 9 de marzo de 1957 | 19 de junio de 1962     | Julio Ibáñez Rodríguez     |
| 1962               | 2 de junio de 1965      | Jesús García Valcárcel     |
| 1965               | 9 de marzo de 1967      | Julio Ibáñez Rodríguez     |
| 1967               | 29 de octubre de 1977   | Roberto García Cairó       |
| 1977               | 31 de diciembre de 1979 | Benito Tamayo Hernáez      |
| 1979               | 14 de mayo de 2002      | Salvador Casanovas Martí   |
| 2002               | 10 de febrero de 2009   | Pedro Guijarro Zubizarreta |
| 2009               | 10 de diciembre de 2013 | José Mª García Alonso      |
| 2013               | 26 de mayo de 2016      | Óscar Crémer Ortega        |
| 2016               | —                       | Fernando Casero Alonso     |

## Estructura
La organización integra a todos los miembros en una estructura de representación, que permite la participación directa de las empresas asociadas en la vida asociativa y en la discusión y toma de decisiones que les afectan.
Los órganos de gobierno son la Asamblea General y la Junta de Gobierno, elegida de entre los asociados por la Asamblea mediante sufragio libre y secreto. La estructura organizativa se completa con las comisiones sectoriales, técnicas y especializadas, creadas para el análisis, estudio y seguimiento de las cuestiones que afectan a las actividades de las empresas asociadas.

## Presencia institucional
ASNEF forma parte de las sociedades que fundaron en 1977 la CEOE (Confederación Española de Organizaciones Empresariales). También es miembro fundador (1984) de FIBAFIN (Federación Iberoamericana de Asociaciones Financieras). Desde 1984 pertenece a EUROFINAS (Federación Europea de Asociaciones de Entidades de Financiación).

## Fichero ASNEF
Uno de los servicios gratuitos que ofrece la Asociación es el conocido Fichero ASNEF, que es una base de datos de información crediticia basada en el incumplimiento de obligaciones dinerarias. Incluye en sus registros la morosidad tanto de personas físicas como jurídicas y que han sido aportadas tanto por las entidades asociadas, como por entidades adheridas al fichero que no son miembros asociados de ASNEF (entre las que se encuentran compañías de telefonía, empresas de suministros, aseguradoras, editoriales, administraciones públicas, etc.) Con frecuencia el fichero de morosos de ASNEF se confunde con el RAI (Registro de aceptaciones impagadas). Sin embargo la información que contienen es diferente; ASNEF se encarga de reunir las deudas impagadas que provienen de un contrato (como puede ser una factura o un vencimiento de préstamo o crédito) mientras que el RAI se enfoca más en instrumentos de pago como pueden ser las letras de cambio, cheques y pagarés.
Para que la inclusión de datos en el fichero ASNEF sea legal, la deuda objeto de la comunicación debe ser cierta, vencida y exigible; no estar impugnada judicial o administrativamente; el afectado debe haber sido notificado previamente de forma fehaciente; y no puede haber transcurrido más de cinco años desde el vencimiento de la obligación.

La titularidad del fichero ASNEF, el mayor de España, corresponde a ASNEF, si bien su gestión está encomendada a la sociedad ASNEF-EQUIFAX, siendo las diferentes entidades adscritas al fichero (asociados y adheridos) las que mantienen la relación jurídica y comercial con el cliente, origen del posible incumplimiento, y las responsables de comunicar el alta, la baja o modificación de los datos que figuran en el mismo. 
Las entidades asociadas, así como los adheridos, utilizan dicha consulta con la finalidad de colaborar con el crédito responsable y prevenir el sobrendeudamiento, dando seguridad al tráfico mercantil, así como de ayudar a las entidades adscritas al mismo para prevenir la morosidad y valorar la solvencia de las personas físicas y jurídicas con las que tienen o van a tener relaciones comerciales, de crédito y de pago periódico o aplazado.  
El Fichero de solvencia patrimonial ASNEF es un sistema de información crediticia que, en materia de protección de datos personales, se encuentra específicamente regulado por la Ley Orgánica 3/2018, de 5 de diciembre, de Protección de Datos Personales y garantía de los derechos digitales. Su artículo 20 establece los requisitos necesarios para el tratamiento y también para la consulta, de datos relativos al incumplimiento de obligaciones dinerarias. Por otra parte, el Reglamento de Protección de Datos UE 2016/679 de 27 de abril de 2016 establece (arts., 13 y ss.) los derechos del interesado y, entre ellos, el derecho de acceso que permite obtener del responsable del tratamiento la confirmación de si se están tratando o no datos personales que le conciernen y, en tal caso, el acceso a los mismos y además determinada información sobre su tratamiento (art 15).  

## Consultar registro
Cualquier persona puede solicitar directamente una consulta de forma gratuita para saber si está en el fichero ASNEF. Si un consumidor quiere consultar si sus datos figuran en el fichero, se puede hacer de tres formas:
1. Con el número de referencia, DNI o NIF en la propia web de Equifax.
2. A través de correo electrónico, adjuntando una copia de tu documento de identidad
3. Enviando una carta a Equifax (apartado de correos 10.546 28080 Madrid) con la siguiente información:
  - DNI/NIF.
  - Nombre y apellidos o razón social de la empresa.
  - Dirección de correo electrónico a la que se puede remitir la respuesta.
  - Fecha de envío y firma.

El servicio es gratuito y el plazo para conocer la situación no supera los 30 días en cualquiera de las formas presentadas.